# Citozin
Citozin jedna je od 5 glavnih nukleobaza koje se koriste za skladištenje i prijenos genetskih informacija u stanici unutar nukleinskih kiselina DNK i RNK. Derivat je pirimidina, s heterocikličnim aromatskim prstenom i dodana dva supstituenta (amino skupina na poziciji 4 i keto skupina na poziciji 2). Nukleozid citozina je citidin.
Citozin je otkriven 1894. godine. Struktura je predložena 1903., a sintetiziran je (čime je potvrđena struktura) iste godine.
Citozin je dobio primjenu u kvantnom računanju. Prvi put je neko kvantno mehaničko svojstvo iskorišteno za procesuiranje informacija 1. kolovoza 1998. na Oxfordu.
Citozin se može naći kao dio DNK, RNK ili kao dio nukleotida. Kao citozin trifosfat (CTP), može se ponašati kao dodatni faktor enzima i može vršiti i prijenos fosfata kako bi od adenozin difosfata (ADP) načinio adenozin trifosfat (ATP).
U DNK i RNK, citozin se sparuje s gvaninom. Međutim nije stabilan i može se pretvori u uracil (spontanom deaminacijom). Ovo može dovesti do mutacije ako ne bude ispravljeno od strane enzima.